# Östersjömålla
Östersjömålla (Chenopodium striatiforme) är en amarantväxtart som beskrevs av Josef Murr. Östersjömålla ingår i släktet ogräsmållor, och familjen amarantväxter. Inga underarter finns listade i Catalogue of Life.